# Union Beach
Union Beach es un borough ubicado en el condado de Monmouth en el estado estadounidense de Nueva Jersey. En el año 2010 tenía una población de 6,245 habitantes y una densidad poblacional de 1,249 personas por km².

## Geografía
Union Beach se encuentra ubicado en las coordenadas 40°26′47″N 74°20′42″O / 40.44639, -74.34500.

## Demografía
Según la Oficina del Censo en 2000 los ingresos medios por hogar en la localidad eran de $59.946 y los ingresos medios por familia eran $65.179. Los hombres tenían unos ingresos medios de $45.688 frente a los $29.918 para las mujeres. La renta per cápita para la localidad era de $20.973. Alrededor del 4.2% de la población estaba por debajo del umbral de pobreza.